# Echinopsolus
Echinopsolus is een geslacht van zeekomkommers uit de familie Cucumariidae.

## Soorten
- Echinopsolus acanthocola Gutt, 1990
- Echinopsolus acutus (Massin, 1992)
- Echinopsolus charcoti (Vaney, 1906)
- Echinopsolus excretiospinosus Massin, 2010
- Echinopsolus koehleri (Vaney, 1914)
- Echinopsolus mollis (Ludwig & Heding, 1935)
- Echinopsolus parvipes Massin, 1992
- Echinopsolus splendidus (Gutt, 1990)